# Stenhomalus translucidus
Stenhomalus translucidus là một loài bọ cánh cứng trong họ Cerambycidae.